# Болије (Горња Лоара)
Болије (фр. Beaulieu) насеље је и општина у централној Француској у региону Оверња, у департману Горња Лоара која припада префектури Пиј ан Веле.
По подацима из 2011. године у општини је живело 948 становника, а густина насељености је износила 42,57 становника/km². Општина се простире на површини од 22,27 km². Налази се на средњој надморској висини од 600 метара (максималној 948 m, а минималној 543 m).

## Демографија
| 1962. | 1968. | 1975. | 1982. | 1990. | 1999. | 2011. |
| ----- | ----- | ----- | ----- | ----- | ----- | ----- |
| 505   | 570   | 663   | 739   | 836   | 845   | 948   |

График промене броја становника у току последњих година